# 绝对 (哲学)
绝对是哲学上用来表示终极或最高存在的术语，其含义或者通常包含“一切实际的或潜在存在的总和”，或者完全超越“存在”这一概念。虽然最高存在的概念可以追溯至古代，但是“绝对”这一具体的说法是由近代德国哲学家黑格尔首先提出和使用的，该说法在黑格尔的著作中占有重要地位。在绝对唯心主义和英国唯心主义之中，“绝对”指的是“无条件的真实，即一切存在的精神基础，或视为精神统一体的事物整体”。